# Żerków (województwo małopolskie)
Żerków – wieś w Polsce położona w województwie małopolskim, w powiecie brzeskim, w gminie Gnojnik.
W latach 1975–1998 miejscowość należała administracyjnie do województwa tarnowskiego. Integralne części miejscowości: Granice, Rędzina, Zadziale, Za Wsią.